# Общинный суд (армянское право)
Общинный суд (арм. Համայնքային դատարան) — действовавший в Армении с древнейших времён до начала XX века суд низового уровня, разрешавший наиболее мелкие дела.
Армянская община, существовавшая с древнейших времён и до установления советской власти в Армении, изучена довольно слабо. Впервые армянский общинный суд был систематически изучен Торосяном Х.А., который анализируя и обобщая сведения из судебника Мхитара Гоша утверждает, что ведению общинного суда подлежал следующий круг дел: раздел земли между общинниками, её периодический передел; решение вопросов, связанных с общественными угодиями, опросы земле- и водопользования и т.д.
Как указывает Торосян Х.А., община заботится о поддержании порядка, всем миром выступает в качестве свидетеля. Очевидно, что общинному суду должны были быть подсудны именно те дела, которые вообще были в ведении общины. С этой точки зрения представляет определённый интерес сообщение об армянской общине XVIII-XIX веков барона Августа фон Гакстгаузена, посетившего Восточную Армению и оставившего ценное описание: «Армянские общины управляются и искони управлялись избранным старшиной с двумя или тремя заседателями; они наблюдают за порядком и разрешают все небольшие споры о границах, о праве собственности, о незначительных обидах и т.п., причём в прежнее время расправа эта производилась словесно, но со временем русского владычества требуется, чтобы решение, в особенности в случае споров по размежеванию и тому подобное, излагались письменно».
Высшей судебной инстанцией общины был её сход, а текущие вопросы и мелкие дела разрешались гехджавагом — сельским старостой, с двумя или тремя заседателями. С. Егиазарянц следующим образом описывает этот суд: «Сельская община имела также свой суд, состоявший из выборных медиаторов - заседателей... Суд был чисто третейский или посреднический. Общинные медиаторы несколько напоминают собой германских рахимбургов и «добрых людей» в древней России». Главная цель, преследуемая таким судом, состояла в мирном решении тяжебных дел. При желании сторон подчиниться решению суда, всякое дело могло быть окончено миром; в противном случае, недовольной стороне не запрещалось обратиться к суду магальных органов администрации - к родовому мелику... Решениям последних, особенно родовых меликов, стороны подчинялись безапелляционно. Рассмотрению общинного суда подлежали споры о межах, мелкие тяжбы, а также дела, возникавшие из правонарушений, каковы, например, потравы посевов, нарушение очередеи на пользование оросительной водой и т.п. Вообще же говоря, в силу посреднического характера общинного суда компетенция его не была определена с точностью. При добросовестности и умелости медиаторов могли быть окончены миром даже и уголовные дела». В XII-XIII веках община не только судила, но и принимала участие в расследовании дел, подведомственных судам вышестоящих органов управления, что следует из ст. 109 судебника Мхитара Гоша. По всей вероятности, как заключает Торосян Х.А., «армянская община платила большую виру, которая состояла из продажи и головничества. А что в армянском праве было и то, и другое - это несомненно».